# Кубань, Лукаш
Лу́каш Ку́бань (чеш. Lukáš Kubáň; 22 июня 1987, Чехословакия) — чешский футболист, защитник польского клуба «Стомиль».

## Карьера

### Клубная
На детском и юношеском уровне играл с 1993 по 1997 год за «Сокол» из Старжича, с 1997 по 2003 за команду из Фридек-Мистека, а с 2003 по 2006 за «Словацко».
В последнем из них дебютировал на профессиональном уровне в 2006 году, провёл в сезоне 10 игр. После отыграл сезон в «Брно», проведя 21 матч. В 2008 году снова вернулся в «Словацко» и провёл за него 111 игр.

### В сборной
В 2007 году выступал в составе молодёжной сборной Чехии, провёл 4 матча. Также в том году сыграл 11 матчей за команду до 20 лет, в том числе 7 игр в финальном турнире чемпионата мира среди молодёжных команд.